# Laphystia gigantella
Laphystia gigantella är en tvåvingeart som först beskrevs av Friedrich Hermann Loew 1852.  Laphystia gigantella ingår i släktet Laphystia och familjen rovflugor. Inga underarter finns listade i Catalogue of Life.